# Observances
Al Regne d'Aragó s'anomenaven Observancias a les interpretacions dels  jutges en l'aplicació dels Furs d'Aragó i, com a tals, tenien caràcter de jurisprudència vinculant, formant part del dret positiu. Generalment es tractava d'interpretacions dels costums del lloc. A partir de 1428 les Observancias són recollides en diversos volums i s'incorporaran als Furs d'Aragó com a part de les  normes jurídiques.